# Alexey Dudukalo
Alekseï Doudoukalo, (en russe : Алексей Николаевич Дудукало, en anglais : Alexey Dudukalo) né le 6 octobre 1976 à Moscou, est un pilote automobile russe.

## Biographie
Doudoukalo a commencé sa carrière automobile en 1995 en autocross. Cinq ans plus tard, il passe en monoplace. Après quelques courses en Formule 3 russe et en Formule Renault 2.0 italienne, Doudoukalo concourt en Formule 1600 russe, où il a terminé troisième en 2004 (son meilleur résultat en monoplace). Il rencontre le succès en Supertourisme/Tourisme 1600 (champion en 2003) et en Honda Civic Cup/Super Light Cup russe (champion en 2004-06), ainsi qu'en catégorie Touring-Light du Championnat de voiture de tourisme russe (champion en 2008 et 2009). En 2009, il a terminé 20e au classement général de la SEAT León Eurocup pour le compte de l'écurie italienne Rangoni Motorsport. Il a également participé à la SEAT León Supercopa avec la même équipe. Pour 2010, Dudukalo intègre l'écurie SUNRED Engineering. Il clôt cette saison avec une 7e place finale au classement avec une victoire à Brno.
En 2011, continuant sa collaboration avec SUNRED, Doudoukalo s'engage au pinacle des voitures de tourisme, le WTCC. Pour son entrée en lice dans le championnat mondial, il marque 4 points et se classe en 21e position. Il est actuellement pilote du Lukoil Racing Team, aux côtés de Gabriele Tarquini.

## Carrière

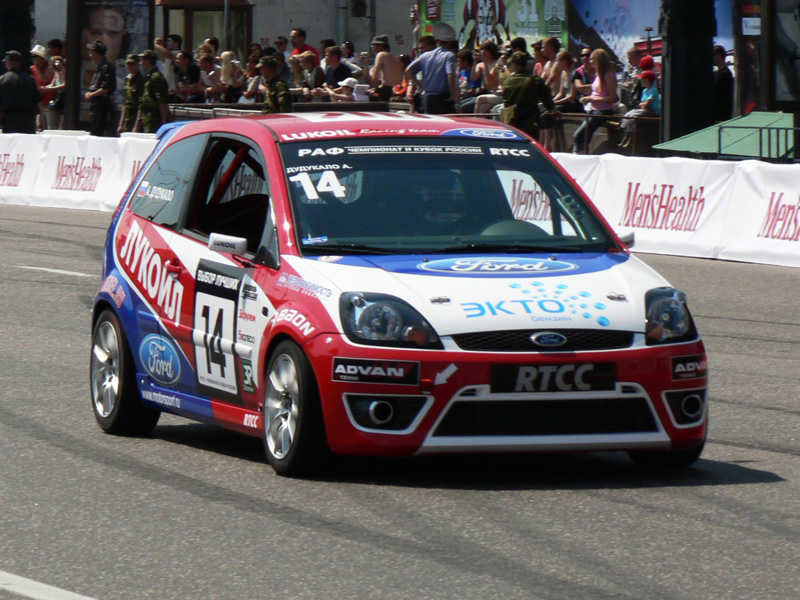
Alexeï Doudoukalo sur la Ford Fiesta de la Touring Light en Championnat russe des voitures de tourisme lors du Moscow City Racing 2008.

- 2000 : Formule 1600 russe (6e)
  - Formule 3 russe (12e)
  - Formule Renault 2.0 italienne
- 2002 : Formule RUS (16e)
- 2004 : Formule 1600 russe (3e)
- 2006 : Coupe d'Europe des voitures de tourisme
- 2006 : Championnat russe des voitures de tourisme (9e)
- 2007-2009 : Championnat russe des voitures de tourisme - Touring Light (champion en 2008 et 2009)
- 2009 : SEAT León Eurocup (18e)
  - SEAT León Supercopa espagnole
  - Racing Championship of Siberia and Far East (13e)
- 2010 : SEAT León Eurocup (7e)
- 2011 : Championnat du monde des voitures de tourisme (21e général, 11e Yokohama, 2e Jay-Ten)
- 2012 : Championnat du monde des voitures de tourisme (en cours)